# Tlogodowo
Tlogodowo is een bestuurslaag in het regentschap Demak van de provincie Midden-Java, Indonesië. Tlogodowo telt 1073 inwoners (volkstelling 2010).